# Ошак
Оша́к (каз. Ошақ) — село у складі Шортандинського району Акмолинської області Казахстану. Входить до складу Новоселовського сільського округу.
Населення — 100 осіб (2021; 222 у 2009, 246 у 1999, 345 у 1989).
Національний склад станом на 1989 рік:
- німці — 40 %;
- росіяни — 30 %.